# جرواق
الجرواق (بالإنجليزية: Greywacke)‏، هو مجموعة متنوعة من الحجر الرملي الذي يتميز بشكل عام بصلابته ولونه الداكن، وحبيباته الزاويّة ذات الفرز الضعيف من الكوارتز والفلدسبار وشظايا الصخور الصغيرة أو الشظايا الحجرية المضغوطة أو الطينية المصفوفة. وهو صخر رسوبي غير ناضج بشكل عام.

## معرض الصور

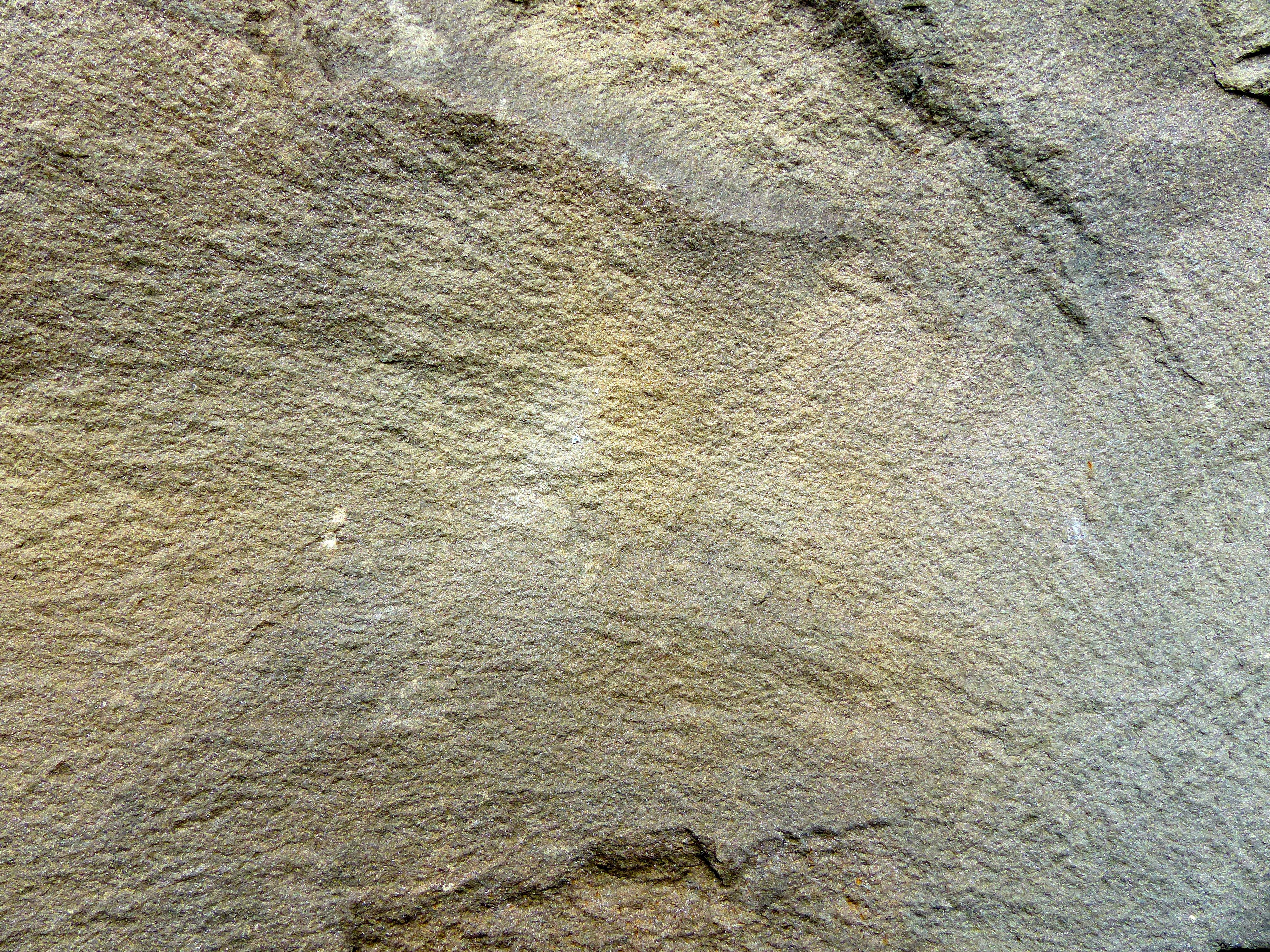
صخرة الجرواق
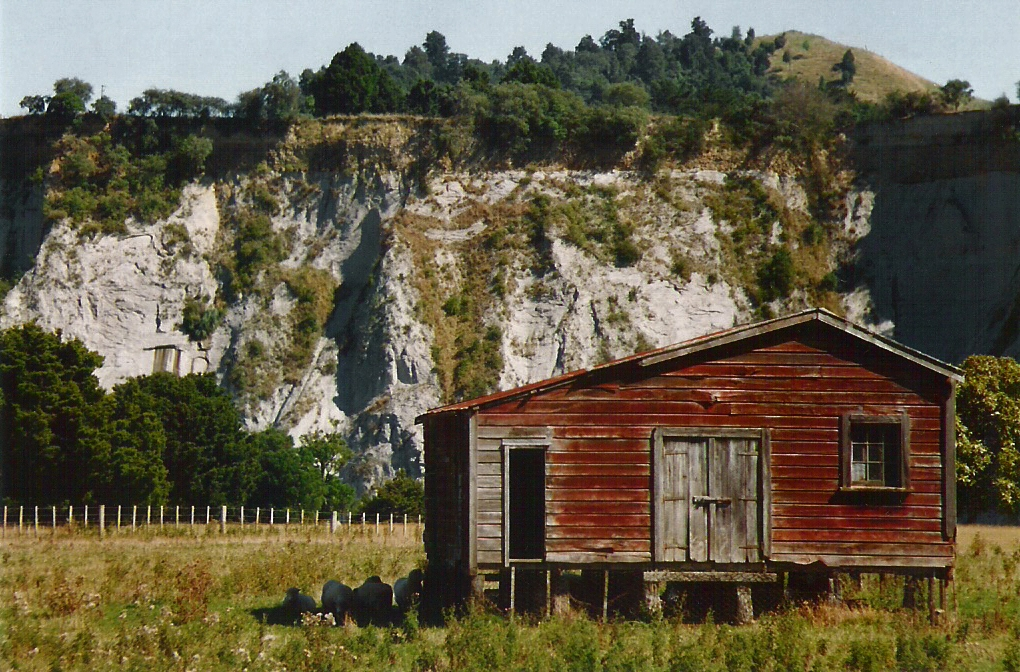
مثال على الجرواق في نيوزلندا
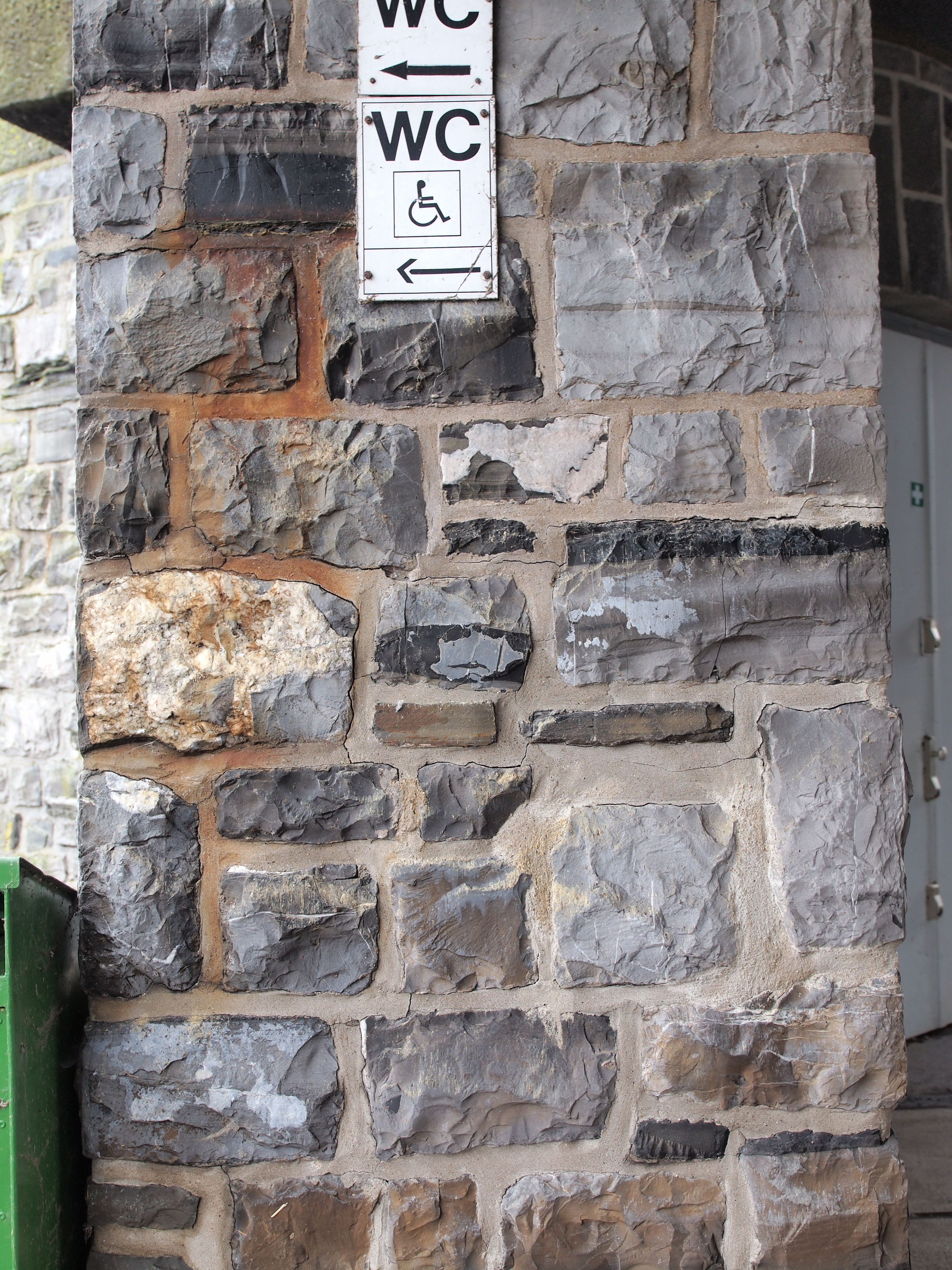

## روابط خارجية
- National Park Service site Presidio
- Franciscan Greywacke/Shales